# خوسيه أوغسطين
خوسيه أوغسطين (بالإسبانية: José Agustín)‏ هو صحفي وكاتب مسرحي مكسيكي، ولد في 19 أغسطس 1944 في أكابولكو في المكسيك.

## وصلات خارجية
- خوسيه أوغسطين على موقع IMDb (الإنجليزية)
- خوسيه أوغسطين على موقع الموسوعة البريطانية (الإنجليزية)
- خوسيه أوغسطين على موقع قاعدة بيانات الفيلم (الإنجليزية)